# 南部義行
南部 義行（なんぶ よしゆき）は、鎌倉時代後期の武将。甲斐南部氏2代当主。

## 生涯
初代当主・南部義元の嫡男。父、義元に継ぎ甲斐の南部庄に在居。宗家南部氏4代当主・南部政光の意向でその跡と決まるが意に反し甲斐に戻る。
正慶2年（1333年）5月、大塔宮の綸旨を賜っていた新田義貞の鎌倉攻めに北条高時は金沢貞将、桜田貞国らを軍の将として武蔵国へ差し向け、入間川で戦うが利あらず。このため高時は舎弟の四郎左衛門を大将として差し向けるが、義行はこの一軍と共に出陣している。武蔵の分倍河原で新田軍と戦うが、入道慧性の北条軍は総崩れとなり大敗する。
新田軍はこの後、鎌倉に入り、北条氏の鎌倉幕府は滅亡するが、慧性は奥州に一族の居た南部太郎と、伊達六郎を道案内に再起を期して奥州に落ち延びていた。

## 異説
南部家の「嫡家系譜」や『新潮社刊太平記』、『参考太平記』などでは南部太郎・伊達六郎を入道慧性の道案内にしているが、「近世こもんじょ館」の＜「寛永諸家系図傳」史料批判＞では『三翁昔話』の記述として、『太平記大全』では奥州までの慧性の道案内をしたのは南部二郎とし、信行としている。